# Mir iskusstwa
Mir iskusstwa (ros. Мир иску́сства, tłum. świat sztuki) – czasopismo oraz stowarzyszenie, założone przez rosyjskich modernistów.

## Historia
Stowarzyszenie Mir iskusstwa zostało założone w 1900 roku przez grupę studentów, do której należeli Aleksandr Benois, Konstantin Somow, Dmitrij Fiłosofow, Léon Bakst, i Jewgienij Lanceray.
W 1899 w Sankt Petersburgu Benois, Bakst i Diagilew zaczęli wydawać pismo o tym samym tytule. Atakowali przestarzałą szkołę Pieriedwiżników, promując jednocześnie indywidualizm i inne zasady secesji. Teoretyczne założenia stowarzyszenia zostały opublikowane w pierwszych numerach pisma.

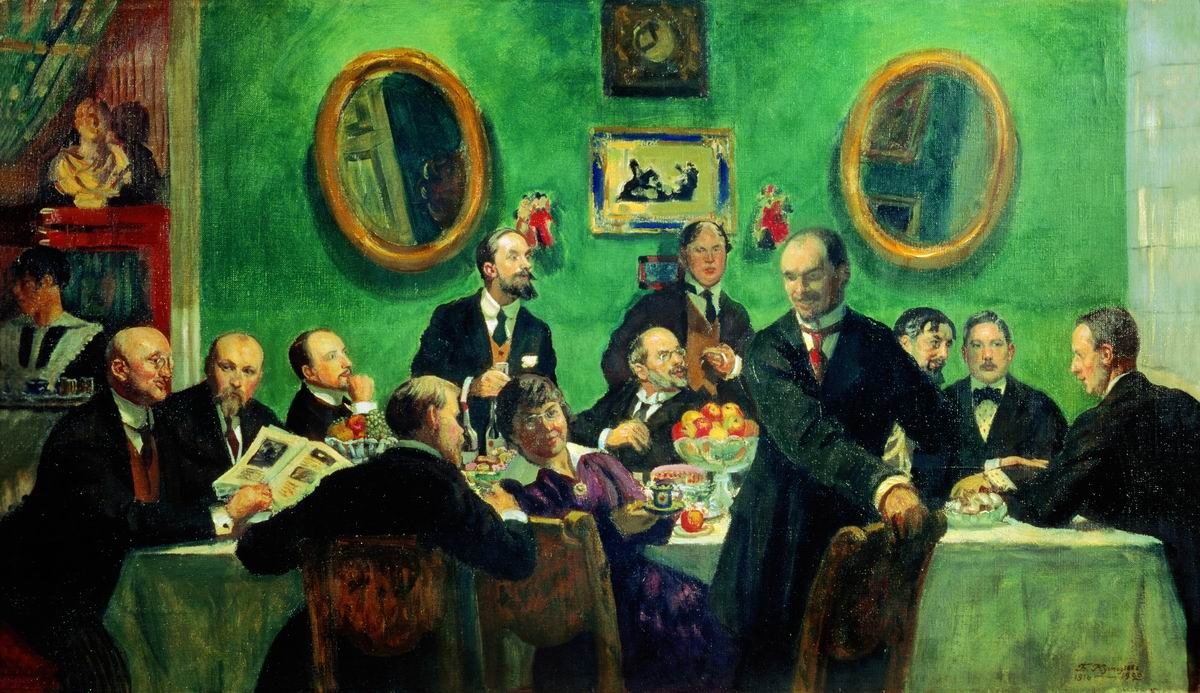
Członkowie Miru iskusstwa, aut. Boris Kustodijew (1916–1920)

Poza trzema założycielami pisma aktywnymi członkami stowarzyszenia byli także: Mstisław Dobużynski, Jewgienij Lanceray, Konstantin Somow. Wystawy organizowane przez Mir iskusstwa przyciągały uwagę malarzy z Rosji i spoza jej granic, takich jak Michaił Wrubel, Michaił Niestierow i Isaak Lewitan.
W okresie 1898–1904 stowarzyszenie zorganizowało 6 wystaw. W latach 1904–1910 stowarzyszenie nie istniało, a jego miejsce zajął Związek Artystów Rosyjskich, do którego należeli Walentin Sierow, Konstantin Korowin, Boris Kustodijew, Zinaida Sieriebriakowa, Iwan Bilibin, Konstantin Somow, Dmitrij Mitrochin, Igor Grabar, Nikołaj Roerich i Siergiej Sudejkin.
W 1910 roku Benois opublikował w magazynie „Reich” krytyczny artykuł o Związku Artystów Rosyjskich. Mir iskusstwa został reaktywowany, a na jego czele stanął Mikołaj Roerich. Do grupy weszli: Natan Altman, Władimir Tatlin i Martiros Sarian. W 1917 roku przewodnictwo w grupie objął Iwan Bilibin. W tym samym roku dołączyło do niej wielu członków grupy Bubnowyj Walet.
Grupa organizowała wystawy w Moskwie i Petersburgu. Ostatnią wystawę zorganizowała w 1927 roku w Paryżu.

## Sztuka
Podobnie jak wcześniej angielscy Prerafaelici, Benois i jego przyjaciele byli zniesmaczeni antyestetyczną naturą nowoczesnego społeczeństwa. Miriskusnicy promowali zrozumienie i konserwację sztuki poprzednich epok, w szczególności sztuki ludowej i XVIII-wiecznego rokoko. Artystą, którego podziwiali najbardziej był prawdopodobnie Antoine Watteau.
Te odrodzeniowe projekty były traktowane przez miriskusników z dużą dozą humoru i autoparodii. Fascynowały ich maski, marionetki, karnawał, teatr kukiełkowy, a także sny i baśnie. Zabawę i groteskę stawiali ponad to, co poważne. Ich ulubionym miastem była Wenecja, do tego stopnia, że Diagilew i Strawinski, wybrali ją jako miejsce swojego pochówku.
Od malarstwa olejnego woleli akwarelę i gwasz.